# 美濃加茂市立下米田小学校
美濃加茂市立下米田小学校（みのかもしりつ しもよねだしょうがっこう）は、岐阜県美濃加茂市にある小学校。

## 沿革
- 1879年（明治11年） - 文明義校として発足。所在地は今の西脇地区ではなく、為岡地区にあった。
- 1960年（昭和35年） - 津田左右吉が学校を訪問する。
- 2005年（平成17年） - 第3棟目の新校舎が竣工される。
- 2008年（平成20年） - 津田左右吉集会が津田左右吉の母校である下米田小学校で行われる。

## 著名な出身者
- 津田左右吉
- マイクスギヤマ　作詞家（本名：杉山昭彦）ドラえもん、進撃の巨人、スーパー戦隊シリーズなど

## その他
- 下米田小学校の学区には下米田町と町とは別に牧野地区も入っている。
- 下米田小学校敷地付近には津田左右吉の住居を移築した津田左右吉博士記念館がある。
- 卒業者は私立中学校進学者を除き美濃加茂市立東中学校に入学。